# Узиназа
Узиназа — древний римский город, расположенный на территории современного Алжира. Он расположен в районе современной коммуны Санег.
Узиназа была основана императором Септимием Севером в 205 году в центрально-западной Нумидии. Сохранились руины римской виллы, датированной началом существования города. Название города, по всей видимости, является латинизированным берберским словом.
Город представляет собой неправильный прямоугольник 300 метров в длину и 200 метров в ширину. Его окружает стена, толщиной ы два метра, сложенная из необработанных камней. В руинах Узиназы были найдены колонны, фрагменты керамики и саркофаг. Разрушенные стены пролегают около небольшой, рядом протекающей речки.
После арабского завоевания в начале VIII века город исчез, и теперь там поблизости находится деревня Санег.